# Gare de Val-de-Reuil
Gare de Val-de-Reuil vasútállomás Franciaországban, Val-de-Reuil településen.

## Vasútvonalak
Az állomást az alábbi vasútvonalak érintik:
- Párizs–Le Havre-vasútvonal

## Kapcsolódó állomások
A vasútállomáshoz az alábbi állomások vannak a legközelebb:
- Gare de Pont-de-l'Arche
- Gare de Saint-Pierre-du-Vauvray